# Pawel (Familie)
Pawel (auch Paull; ab spätem 17. Jahrhundert auch Pawel von Rammingen bzw. von Pawel-Rammingen) ist der Name eines seit 1242 urkundlichen Braunschweiger Ratsgeschlechts, das 1575 in den Reichsadelstand erhoben wurde. Das Geschlecht mit bedeutendem Lehnsbesitz ist in Braunschweig von 1242 bis ins 20. Jahrhundert nachweisbar.

## Geschichte
Das Geschlecht erscheint urkundlich erstmals 1242 mit den Brüdern Jordanus, Henricus und David und ihrer Mutter Hildesidis. Die Stammreihe beginnt mit dem vorgenannten Jordanus, urkundlich 1242 bis 1270, Ratsherrn der Altstadt Braunschweig, der 1253 erstmals „apud Sanctum Paulum“ genannt wird, woraus der Familienname entstand, also aus der Lagebezeichnung des Wohnhauses, by dem Pawle = bei der Sankt-Paulus-Kapelle. Die ursprüngliche Kaufmanns- und Gewandschneiderfamilie war im Rat der Stadt von 1249 bis 1654 vertreten und stellte mehrfach den Großen Bürgermeister. Hans I., Ratsherr der Altstadt (1344), erscheint 1318 als Lehnsträger des Herzogs Otto, 1344 als Lehnsträger der Herzöge Magnus und Ernst. Sein Sohn Gerke, Ratsherr und Bürgermeister der Altstadt, ist Lehnsträger der Herzöge Magnus (1369) und Friedrich (1374 und 1383); er stiftete 1392 den Bernwardsaltar der Liebfrauenkirche. Auch Gerkes II. Sohn Gerke III. stiftete: im Jahr 1462 den Altar der 10000 Ritter in St. Martini. Jener hatte den Beinamen „der Schmecker“, war Kämmerer, Ratsherr, Bürgermeister und Erster Bürgermeister der Altstadt, gehörte zur Innung der Goldschmiede, wirkte als Beirat des Propstes des Heiligkreuzklosters (1437–1441) und noch im Sterbejahr (1463) als Constabel der Gelagsbrüder.
Die Patrizier Pawel wurden bereits 1438 als Lehnsnehmer der Asseburger genannt. Ein großer Meierhof mit vier Hufen wird 1566 an erster Stelle im Erbregister von Groß Stöckheim erwähnt. Er gehörte der Patrizierfamilie Pawel in Braunschweig und der Hof war dieser vermutlich schon früh von den Asseburgern zu Lehen überlassen. Bezeugt ist dies erstmals für das Jahr 1489.

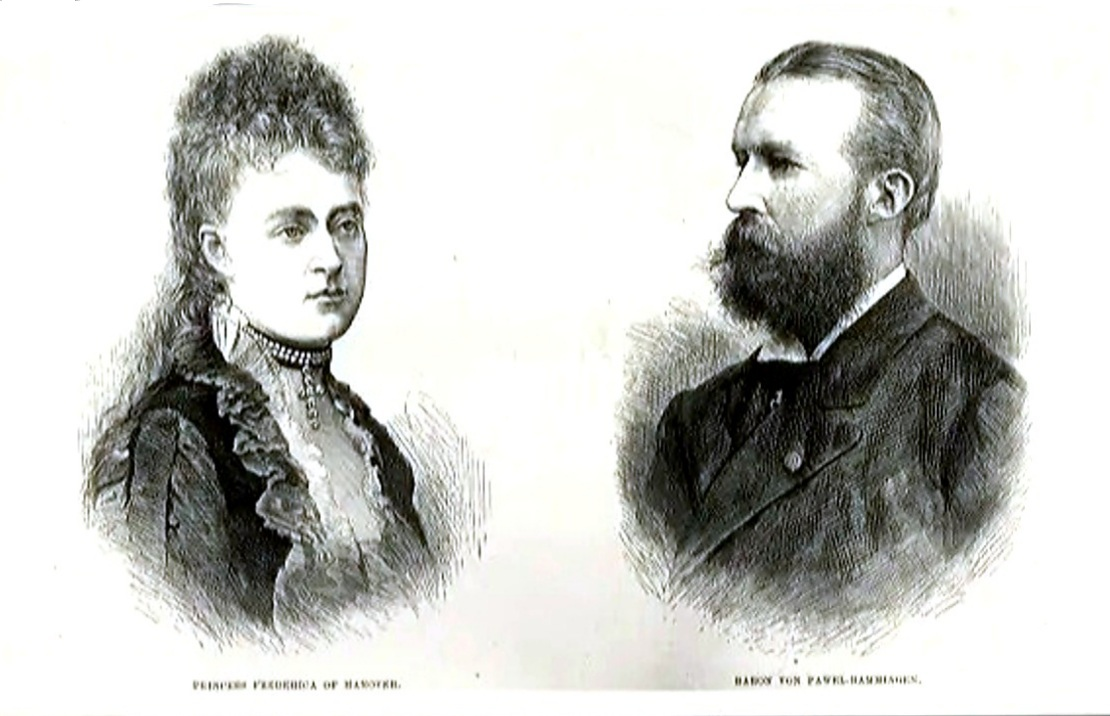
Prinzessin Friederike (1848–1926), Tochter des letzten Königs von Hannover und Herzogs von Cumberland, und ihr Ehemann, Alfons Freiherr von Pawel-Rammingen (1843–1932), um 1880. Das Ehepaar lebte auf Hampton Court Palace.

Den Adelsbrief zum Reichsadelsstand mit Wappenbesserung erhielt das Geschlecht von Maximilian II. für die Brüder Andreas, Hans, Gerhard und Johann, sowie für deren Vetter Konrad in Prag am 20. Mai 1575. Dabei wurde ausdrücklich das alte adelige Herkommen anerkannt.
Die sachsen-coburg und gothaische Anerkennung des Freiherrenstandes erfolgte im März 1854 für die Brüder Emil (1807–1886) und Alexander von Pawel-Rammingen (1814–1882). Ein Geschlechtsverband wurde in Braunschweig am 1. Juni 1889 begründet.
Die Pawelstraße und das Pawelsche Holz, ein Waldgebiet, in Braunschweig sind nach der Familie benannt.

## Bekannte Familienmitglieder
- Andreas Pawel (1544–1590), kursächsischer Hofrat
- Andreas Pawel (1574–1654), Gewandschneider, Ratsherr und Großer Bürgermeister der Braunschweiger Altstadt
- Gerke Pawel (1513–1563), deutscher Ratsherr und Kämmerer
- Alexander von Pawel-Rammingen (* 1855), Agrarwissenschaftler und Dichter (Pseudonym Ritter mit dem Dorn)
- Emil von Pawel-Rammingen (1807–1886), Jurist und Staatsmann im Herzogtum Sachsen-Coburg und Gotha
- Friederike Freifrau von Pawel-Rammingen (1848–1926), Ehename von Friederike von Hannover und Cumberland, Prinzessin aus dem Haus Hannover
- Hans von Pawel (1856–1925), preußischer Generalleutnant
- Hans von Pawel-Rammingen (1856–1924), sächsischer Generalmajor
- Rudolf von Pawel-Rammingen (* 1846), sächsisch-weimarisch-eisenachischer Chef des Ministerialdepartements des Kultus im Staatsministerium, Wirklicher Geheimer Rat

## Wappen
- Wappen (1575 = Stammwappen [seit 1371 nachweisbar]): In Silber 2 geschrägte rote Krebsscheren; auf dem gekrönten Helm mit rot-silbernen Decken eine oben mit Pfauenfedern besteckte goldene Säule vor einen rot-silbern gespaltenen sechsstrahligen Stern, dessen Strahlenspitzen mit Knöpfen oder Pfauenfedern besteckt sind.[3]
- Bei dem Wappen der Freiherren von Pawel-Rammingen ist das Stammwappen derer von Pawel dem gevierten Wappen der erloschenen von Rammingen als Herzschild aufgelegt. Über dem Schild rechts der Stammwappenhelm, dann die beiden Helme derer von Rammingen.

Historische Wappenbilder

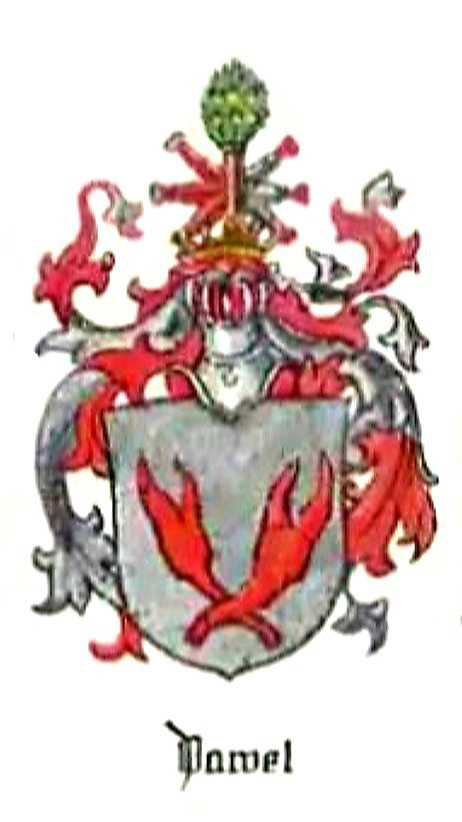
Stammwappen der Pawel
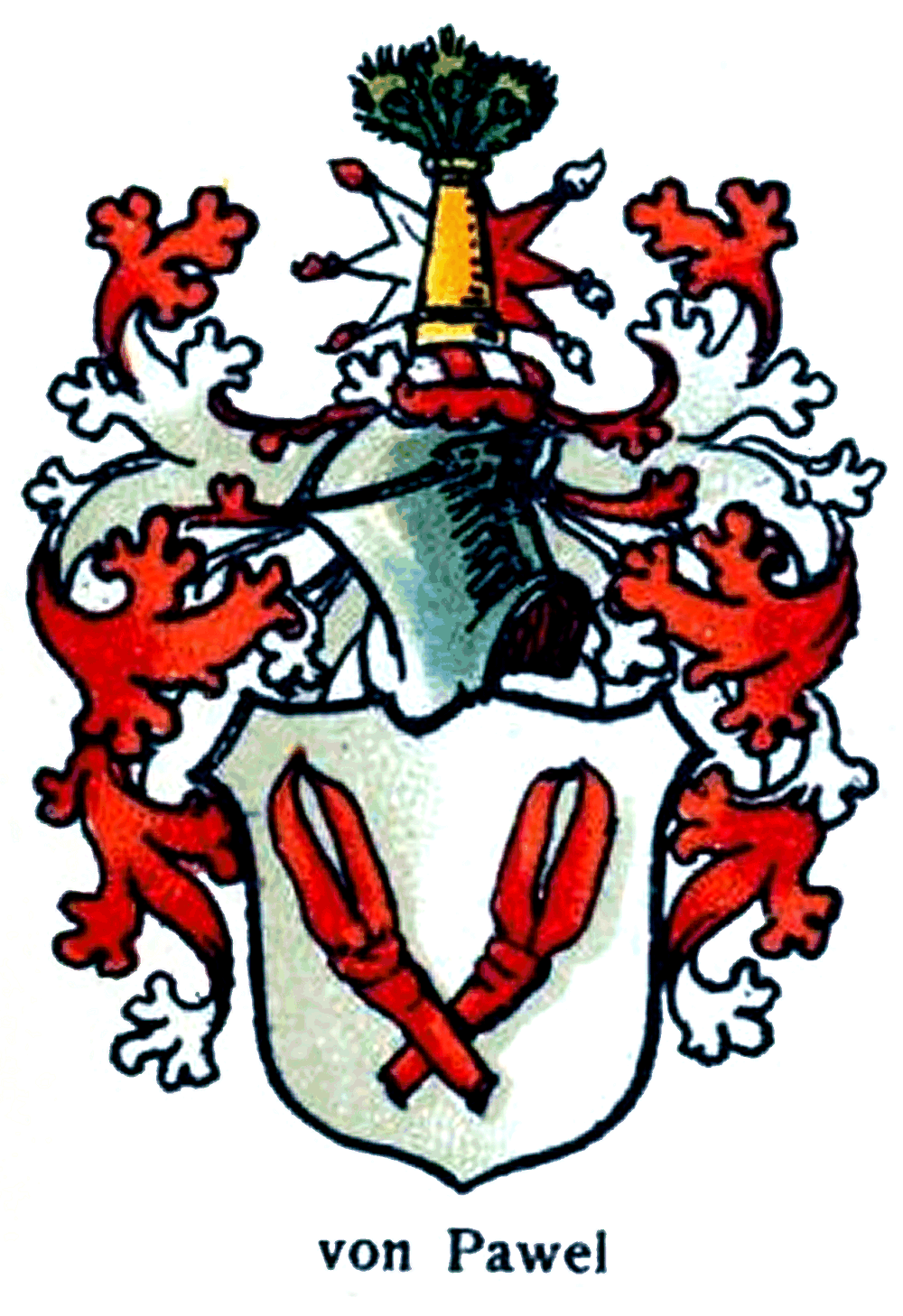
Stammwappen
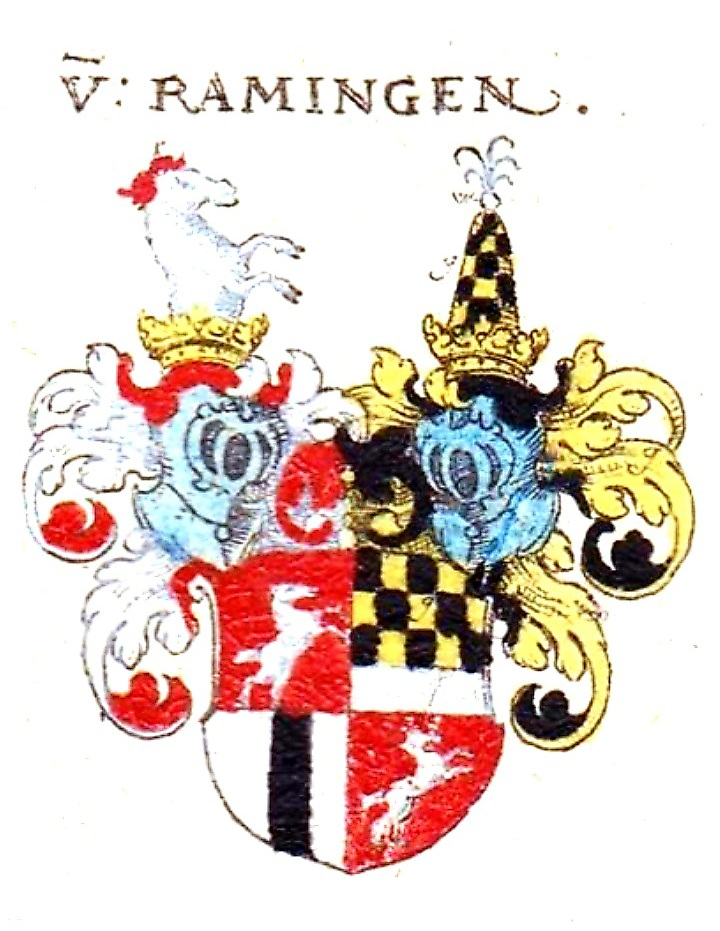
Wappen derer von Rammingen
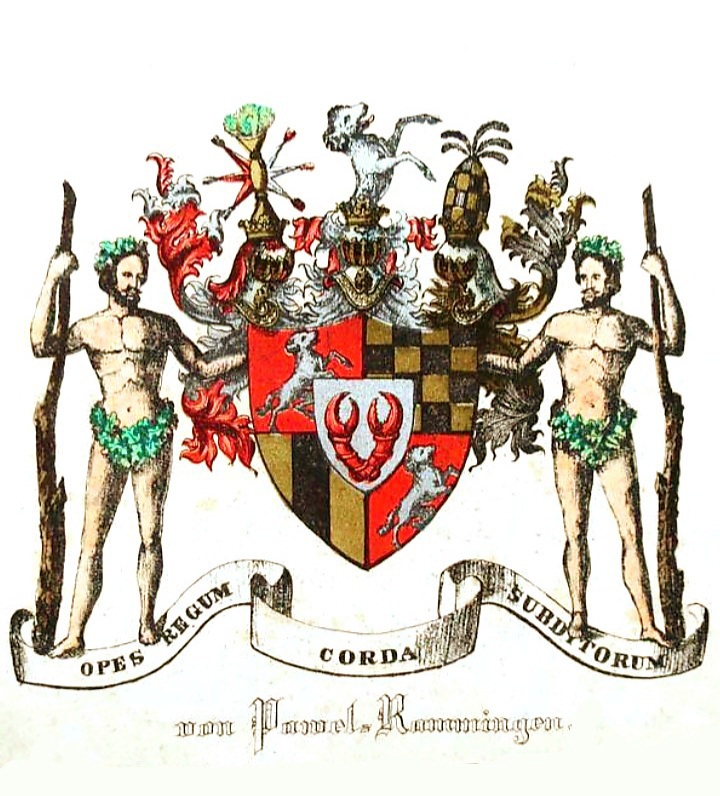
Wappen der Freiherren von Pawel-Rammingen